# Goroubankassam
Goroubankassam ou Gorou Bankassamé est une localité et une commune rurale du Niger, du département de Dosso, région de Dosso.

## Géographie
La localité de Gorou Bankassamé est située à 31 km au nord-est du chef-lieu départemental Dosso.  
| Mokko | Mokko          | Tombokoirey I, Tombokoirey II |
| Dosso | Goroubankassam | Karguibangou                  |
| Farey | Téssa          |                               |

## Histoire
La commune rurale de Goroubankassam instaurée en 2002, est issue d'une partie du canton de Dosso. 

## Population
Lors du recensement général de 2012, la population communale est relevée à 33 125 habitants. La localité compte 2 442 habitants en 2012.

## Localités
La commune s'étend sur 36 villages, 32 hameaux et 28 camps au centre-est du département de Dosso.

## Services et infrastructures
- Centre de Santé Intégré (CSI) à Goroubankassam[4].
- Collège d'enseignement général (CEG) à Goroubankassam,
- Centre de formation des métiers (CFM) à Goroubankassam.